# Zamek w Rokitnicy

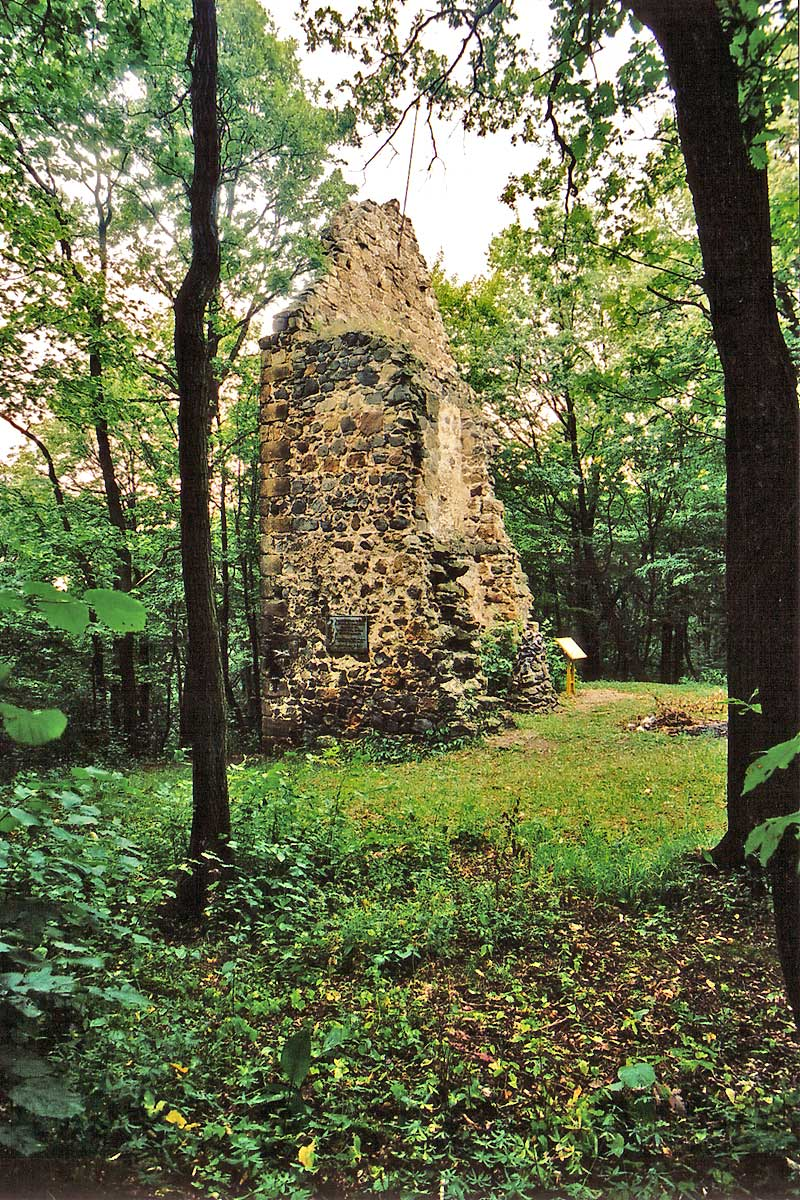

Zamek w Rokitnicy w województwie dolnośląskim, w powiecie złotoryjskim, w gminie Złotoryja.
Gród w Rokitnicy na prawym brzegu rzeki Kaczawy powstał w pierwszych latach XIII w. z inicjatywy księcia Henryka I Brodatego, wspomina o tym dokument z 1211 roku. Pierwsze kamienne mury zaczęto wznosić w połowie XIII w. W drugiej połowie XIII w. wzniesiono murowany budynek mieszkalny od strony północnej. Z 1319 roku pochodzi informacja o kaplicy zamkowej, którą dobudowano do budynku mieszkalnego. Zamek pełnił funkcję komory celnej na trakcie Legnica–Lwówek Śląski i strzegł pobliskich terenów złotonośnych. W XV wieku stał się siedzibą rycerzy - raubritterów, w wyniku czego został zdobyty i zniszczony przez mieszczan wrocławskich i świdnickich w 1451 roku. Nigdy nie został odbudowany.
Zamek w Rokitnicy zaliczany jest do najstarszych murowanych zamków w Polsce.
Do dziś przetrwały jedynie fragmenty murów obwodowych i przyziemia. Opiekę nad resztkami zabytku sprawuje oddział PTTK przy Hucie Miedzi „Legnica”. Z inicjatywy pracowników oddziału PTTK, wmurowano tablicę głoszącą:
W hołdzie Piastom Śląskim w XXV rocznicę wyzwolenia Dolnego Śląska. W miejscu nadania praw miejskich Złotoryi – społeczeństwo gromady Rokitnica i załoga Huty Miedzi w Legnicy. Rokitnica 17 V 1970 r.